# Winchendon (condado de Worcester)
Winchendon es un lugar designado por el censo ubicado en el condado de Worcester en el estado estadounidense de Massachusetts. En el Censo de 2010 tenía una población de 4.213 habitantes y una densidad poblacional de 667,21 personas por km².

## Geografía
Winchendon se encuentra ubicado en las coordenadas 42°40′49″N 72°2′40″O / 42.68028, -72.04444. Según la Oficina del Censo de los Estados Unidos, Winchendon tiene una superficie total de 6.31 km², de la cual 5.87 km² corresponden a tierra firme y (7.1%) 0.45 km² es agua.

## Demografía
Según el censo de 2010, había 4.213 personas residiendo en Winchendon. La densidad de población era de 667,21 hab./km². De los 4.213 habitantes, Winchendon estaba compuesto por el 91.15% blancos, el 1.97% eran afroamericanos, el 0.19% eran amerindios, el 3.2% eran asiáticos, el 0% eran isleños del Pacífico, el 1.35% eran de otras razas y el 2.14% pertenecían a dos o más razas. Del total de la población el 4.77% eran hispanos o latinos de cualquier raza.